# Eva Griñán
Eva de la Caridad Griñán González (Santiago de Cuba, 26 de octubre de 1946-Ibídem, 5 de septiembre de 2013), más conocida como Eva Griñán, fue una cantante y profesora cubana.
Nacida en el barrio de Los Hoyos, de Santiago de Cuba, estudió canto en la Escuela Nacional de Arte y luego en el Centro de Superación para el Arte y la Cultura.
Entre 1967 y 1983 integró el grupo Orfeón Santiago, bajo la dirección de Electo Silva, obteniendo diversos premios y reconocimientos, grabando varios álbumes, presentándose en programas de radio, de televisión y en numerosas salas de concierto de Cuba. Realizó diversas giras artísticas por la Unión Soviética, Hungría, Polonia, Bulgaria, Barbados, Granada y Curazao.
En 1984 fundó el cuarteto Proposición 4, llegando a grabar dos discos de estudio y tocando regularmente en la Casa de la Trova. Como profesora, impartió clases de teoría e historia musical en el conservatorio Esteban Salas de su ciudad natal. En 1999 se inició como trovadora, recuperando las obras de su padre, el compositor José Griñán. Fue condecorada con la Medalla de la Alfabetización concedida por el Ministerio de las Fuerzas Armadas Revolucionarias. Poco antes de fallecer, participó junto a otros 75 artistas cubanos alrededor del mundo en la grabación de la popular canción «Guantanamera», llevada a cabo por el colectivo Playing for Change.